# Президентские выборы в ЦАР (2014)
Непрямые президентские выборы в Центральноафриканской Республике прошли 20 января 2014 года. На них был избран временный президент ЦАР. Во втором туре победу одержала Катрин Самба-Панза, которая стала первой женщиной президентом страны.
Закрытое голосование проходило в Национальном переходном совете. В нём участвовало около 129 из 135 членов Совета. В первом туре было представлено 8 кандидатов, которые доказали, что не связаны ни с одной из сторон внутреннего  конфликта между мусульманской (Селека) и христианской («анти-балака») общинами страны. Так как в 1-м туре ни один кандидат не набрал абсолютного большинства голосов, был проведён 2-й тур. Во второй тур вышли Катрин Самба-Панза и Дезире Колингба, сын экс-президента Андре Колингба. Самба-Панза получила 75 голосов, а Колингба — 53. Таким образом, Катрин Самба-Панза стала временным президентом ЦАР и первой женщиной-президентом страны. 